# الفضل بن محمد العيوني
الفضل بن محمد بن أحمد العيوني أميرٌ عيونِيّ حكم القطيف وأوال ما بين (606 - 616 هـ)، في عهده زاد نفوذ بنو عامر السّياسيّ والاقتصاديّ ما جعلهم يتدخلون في شؤون البيت العيوني واستطاعوا إنهاء سلطة الفضل سنة 616 هـ.

### فِهرِس المراجع
1. ↑  المديرس (2002)، ص. 141-142.

### بَيانات المراجع
الكُتُب مُرتَّبة حَسب تاريخ النَّشر
- عبد الرحمن بن مديرس المديرس (2002). الدولة العُيُونيَّة في البَحْرَيْن: 469-636هـ/1076-1238م. الرياض: دارة الملك عبد العزيز. ISBN:9960-693-81-3. LCCN:2003346798. OCLC:52358413. OL:20126399M. QID:Q118072568.